# Ochratoxine

Structure chimique de l'Ochratoxine A

Les ochratoxines constituent une famille de toxines contenant une isocoumarine, parfois chlorée, couplée par une liaison amide à une molécule de L-phénylalanine. La plus importante d'entre elles est l'ochratoxine A (OTA).
L'OTA est le produit majoritairement rencontré dans les contaminations primaires qui affectent les produits végétaux. Elle est largement distribuée et contamine les céréales et les légumineuses récoltées dans les régions tempérées ou froides et humides.
L'OTA a une très forte affinité pour l'albumine humaine, ce qui classe notre espèce parmi les plus sensibles. On ne connaît pas la demi-vie de l'OTA chez l'homme, sa toxicité rendant toute mesure directe impossible, mais on peut extrapoler les données obtenues sur des primates dont l'albumine a un coefficient d'affinité proche de l'albumine humaine. Les durées calculées sont de l'ordre de trois semaines, ce qui est long. Conséquence d'une telle affinité : des contaminations alimentaires sporadiques qui se produiraient toutes les deux ou trois semaines assureraient une teneur permanente en OTA dans le sérum des éventuels consommateurs. Cette sensibilité se matérialise par l'existence de nombreux foyers de pathologies rénales, dont la néphropathie endémique des Balkans.

## Biosynthèse
La liaison amide entre l'isocoumarine et la phénylalanine est réalisée grâce à une protéine synthétase non ribosomique.